# Curcuma codonantha
Curcuma codonantha là một loài thực vật có hoa trong họ Gừng. Loài này được Jana Škorničková, Mamiyil Sabu và M. G. Prasanthkumar mô tả khoa học đầu tiên năm 2003. Tên trong tiếng Bengal là shodhi, tương tự như các tên gọi sat'hi, sotee hay shuthee của C. zerumbet Roxb., 1810.

## Từ nguyên
Tính từ định danh codonantha bắt nguồn từ tiếng Hy Lạp κώδων (kódon, codon) nghĩa là chuông và ᾰ̓́νθος (ánthos, anthos) nghĩa là hoa, ám chỉ hoa hình chuông kỳ dị thò ra từ các lá bắc sinh sản, đặc trưng nổi bật nhất của loài này.

## Phân bố
Loài này có tại đảo Havelock, phía nam quần đảo Andaman, Ấn Độ. Vì phần lớn các loài Curcuma trên quần đảo Andaman và Nicobar là du nhập gần đây theo người dân di cư từ Ấn Độ đại lục ra nên rất có thể loài này không là bản địa mà có thể sẽ được tìm thấy ở Ấn Độ đại lục trong tương lai.

## Mô tả
Thực vật thân thảo có thân rễ, cao tới 1,5 m. Thân rễ 3,5-6 × 3-6 cm; các củ không cuống, ~ 5-13 × 1,5-2 cm, đôi khi nằm gần như trên mặt đất, vỏ nâu nhạt, nhẵn nhụi, ruột màu kem ánh vàng, thơm mùi long não, vị đắng, vảy hình tam giác, dạng giấy, màu nâu, nhẵn nhụi, có trên thân rễ và củ không cuống, trong đất nhanh mủn và để lại sẹo; các củ rễ 3-5 × 1,5-2 cm, hình elip, ruột trắng, trên các rễ dày 2-3 mm dài khoảng 5-20 cm từ thân rễ chính. Chồi lá cao tới 1,5 m, lá 3-6; thân giả 20-45 cm, có bẹ bởi 2-4 lá bắc màu xanh lục ánh đỏ (chỉ rõ vào đầu mùa, vào cuối mùa thì khô và mủn), bẹ trong cùng nhất dài như thân giả, các bẹ ngoài dần dần nhỏ hơn, rộng 3-4 cm; lưỡi bẹ 3 mm, như thủy tinh, trong mờ ánh lục, 2 thùy, lông dài 0,5 mm dọc theo mép; cuống lá dài 10-30 cm, có cánh và dần thon nhỏ thành phiến lá; phiến lá hình mác hay thuôn dài-hình mác, 35-75 × 8-14 cm, xanh lục, mặt dưới nhạt hơn, mép trắng trong mờ, như thủy tinh, rộng 0,5 mm; mặt trên chủ yếu nhẵn nhụi nhưng hơi có lông ở phần đỉnh, đặc biệt trên gân và gần mép, lông dài 0,3 mm, mặt dưới nhẵn nhụi; đỉnh nhọn, ~1-1,5 cm, có lông đáy lệch, thu nhỏ dần thành các cánh rộng 1,5-2 mm dọc theo cuống lá. Cụm hoa bên. Cuống cụm hoa 14-23 cm, đường kính 0,7-1,5 cm, che phủ bằng 4-6 bẹ màu xanh lục ánh đỏ, nhẵn nhụi, bẹ trong cùng nhất dài nhất, cấu trúc tương tự như các lá bắc hữu sinh phía trên, các bẹ ngoài dần nhỏ hơn, rộng 3-4 cm. Cụm hoa bông thóc 12-20 × 6-8 cm, tạo thành từ 30-35 lá bắc bao gồm cả mào. Mào tạo thành 1/3-1/4 chiều dài cụm hoa, lá bắc mào 7-9, ~5-6 × 2,5-3 cm, màu hồng tươi với vệt màu tím ánh nâu sẫm hơn trên đỉnh, mặt dưới gần như nhẵn nhụi, mặt trên có lông ngắn, lông dài 0,2 mm, các lá bắc mào phía dưới hữu sinh, 3-4 lá bắc trên vô sinh. Lá bắc hữu sinh 3,5 × 4-4,5 cm, xanh lục, chóp đôi khi ánh đỏ, mặt trên có lông rất ngắn, mặt dưới nhẵn nhụi. Xim hoa bọ cạp xoắn ốc với 4-6 hoa. Lá bắc con 1,7-2,5 × 0,6-1,4 cm, như thủy tinh, trắng mờ, nhẵn nhụi. Hoa dài 6 cm, màu vàng, dài hơn lá bắc, thò ra 1,5-2 cm từ lá bắc. Đài hoa dài 8 mm, trắng mờ, 3 răng, chẻ một bên khoảng 3 mm, có lông dài 0,4 mm. Ống tràng hoa màu hồng, nhẵn nhụi, thùy lưng 2 × 1,3 cm, có mấu nhọn dài 4-5 mm nhạt màu hơn (hồng ánh trắng), có lông dài 0,3 mm, các thùy bên 1,5 × 0,9 cm, màu hồng, nhẵn nhụi. Cánh môi 2 × 1,8 cm, có khía răng cưa, màu vàng, vàng sẫm ở tâm với các vạch trắng ở mép ngoài (dải màu vàng kim ở giữa), thùy giữa có khía răng cưa sâu 3 mm. Nhị lép bên 12 × 9 mm, màu vàng nhạt, với các lông tuyến ngắn trên mặt trong. Bao phấn có cựa, dài 8 mm, mô vỏ bao phấn màu ánh trắng, dài 4-5 mm, chỉ nhị màu vàng nhạt, dài 4 mm, thắt lại, 5 mm tại đáy, 2 mm ở phần trên. Cựa bao phấn dài 3 mm, màu vàng ánh trắng, tỏa ra nhưng hơi cong vào. Bầu nhụy 3 ngăn, 3-4 x 3 mm, rậm lông, nhẵn nhụi tại đáy, lông dài 0,3-0,4 mm, noãn nhiều. Đầu nhụy thò ra ~1-1,5 mm từ giữa các mô vỏ bao phấn, màu trắng, có lông rung, 1,4 × 1,4 mm. Tuyến trên bầu 2, màu lục ánh vàng, dài ~5 mm, đường kính 0,5 mm. Không thấy quả. Ra hoa tháng 5-6 cùng với 2-3 lá đầu tiên.
Về mặt hình thái, rất giống với C. aeruginosa. Các khác biệt rõ nét nhất giữa hai loài này là ở chỗ:
- C. codonantha có hoa hình chuông thò ra rõ nét từ các lá bắc hữu sinh, trong khi C. aeruginosa có hoa với kích thước tương tự như lá bắc và không thò ra.
- C. codonantha có ruột thân rễ màu kem ánh vàng còn C. aeruginosa có ruột thân rễ màu lục ánh lam (màu ten/rỉ đồng).
- Lá C. codonantha màu xanh lục, hoàn toàn nhẵn nhụi trừ khu vực các gân và mép lá ở phần xa mặt trên có lông thưa, trong khi lá của C. aeruginosa nhẵn nhụi với vết mờ màu tía sẫm chạy dọc theo cả hai mặt của gân giữa, đặc biệt rõ nét ở nửa xa của phiến lá.
- Lá bắc mào của C. codonantha có vệt màu tím ánh nâu hoặc đỏ ánh nâu tại các chóp, trong khi ở C. aeruginosa thì chúng có màu hồng hay hồng nhạt, nhưng không có vệt rõ nét.

## Sử dụng
Người Bengal tại khu vực này lấy thân rễ để nghiền ra và lọc lấy tinh bột, gọi chung là bột dong Đông Ấn như tinh bột thu được nhiều loài Curcuma khác trong khu vực này.